# 하플로그룹 H (Y-DNA)

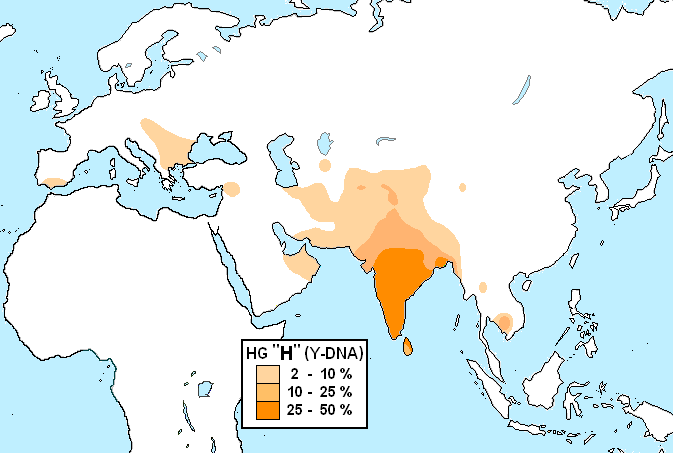
하플로그룹 H의 분포도

하플로그룹 H 또는 H-L901/M2939는 인류 Y-염색체 DNA 하플로그룹의 일종이다. 현재로부터 48,500년 전 혹은 그 이전에 남아시아 또는 서남아시아에서 발원한 것으로 보인다. 인도 남부 및 캄보디아를 비롯한 남아시아 지역에 주로 분포하여 있으며, 주로 롬인들의 영향으로 인해 유럽에서도 찾아진다. 하플로그룹 HIJK에서 분리되어 자손 계통으로 H1, H2, H3가 있다.
하위분기인 H1(H-M69)은 남아시아의 인구에서 가장 지배적인 하플로그룹 중 하나이다.
한편 흔하지 않은 H2(P96)는 선사시대부터 유럽 등지에 분포하여 있었는데, 선형 토기 문화(linear pottery culture) 및 신석기 이베리아의 유물·유적에서 발견된다. 이는 신석기 시대에 농업의 확산과 함께 유럽으로 진입한 것으로 보인다. 현대에는 유럽 및 서아시아의 개개인에게서 듬성하게 나타난다.
최근의 연구에서는 새로운 1차 분기인 H3 (Z5857)이 발견되었다. 이것은 H1처럼 남아시아에 집중적으로 분포되어 있으나 그 수가 매우 적으며 아직 자세한 것은 알려져 있지 않다.

## 같이 보기
- 인류 Y-염색체 DNA 하플로그룹